# Большое Беляково
Большое Беляко́во (бел. Вялікае Беляко́ва) — деревня в составе Демидовичского сельсовета Дзержинского района Минской области Беларуси. Деревня расположена в 20 километрах от Дзержинска, 45 километрах от Минска и 27 километрах от железнодорожной станции Фаниполь.

## История
Известна с конца XVIII века, как застенок в Минском уезде. В 1800 году в Большом Белякове насчитывается 14 дворов, 72 жителя, владение князя Д. Радзивилла. Во 2-й половине XIX века — начале XX века деревня в составе Старосельской волости Минской губернии. В 1897 году, по данным переписи, в деревне насчитывалось 12 дворов, 84 жителя. В 1917 году в деревне насчитывается 8 дворов, проживают 85 жителей.
С 20 августа 1924 года деревня в составе 2-го Нарейковского сельсовета (с 18 декабря 1925 года — Нарейковский, с 25 июня 1931 года — польского национального сельсовета) Койдановского района Минского округа, с 23 марта 1932 года в составе Сталинского сельсовета (до 14 мая 1936 года — польском национальном с/с), с 29 июня 1932 года Койдановский район стал именоваться Дзержинским. 31 июля 1937 года Дзержинский польский национальный район был упразднён, территория сельсовета передана в состав Заславского района. С 20 февраля 1938 года деревня в составе Минской области, с 4 февраля 1939 года в составе восстановленного Дзержинского района. В годы коллективизации был организован колхоз.
В годы Великой Отечественной войны была оккупирована немецко-фашистскими захватчиками, на фронтах войны погибли 4 жителя деревни. 
С 8 апреля 1957 года находится в составе Демидовичского сельсовета. В 1960 году в Большом Белякове проживали 34 жителя, входила в состав колхоза им. Фрунзе. В 1991 году насчитывается 7 хозяйств, 12 жителей. По состоянию на 2009 год в составе УП «Фрунзе», насчитывается 3 хозяйства, 4 жителя.

## Население
| Численность населения (по годам) | Численность населения (по годам) | Численность населения (по годам) | Численность населения (по годам) | Численность населения (по годам) | Численность населения (по годам) | Численность населения (по годам) |
| 1800                             | 1897                             | 1917                             | 1960                             | 1991                             | 1999                             | 2004                             |
| -------------------------------- | -------------------------------- | -------------------------------- | -------------------------------- | -------------------------------- | -------------------------------- | -------------------------------- |
| 72                               | ↗ 84                             | ↗ 85                             | ↘ 34                             | ↘ 12                             | ↗ 14                             | ↘ 7                              |
| 2009                             | 2017                             | 2018                             | 2020                             | 2022                             |                                  |                                  |
| ↘ 4                              | ↘ 1                              | → 1                              | ↗ 2                              | ↗ 5                              |                                  |                                  |